# Quljeedo
Quljeedo este un oraș din Somalia, aflat la 30 de km est de Borama.